# Wysoczański

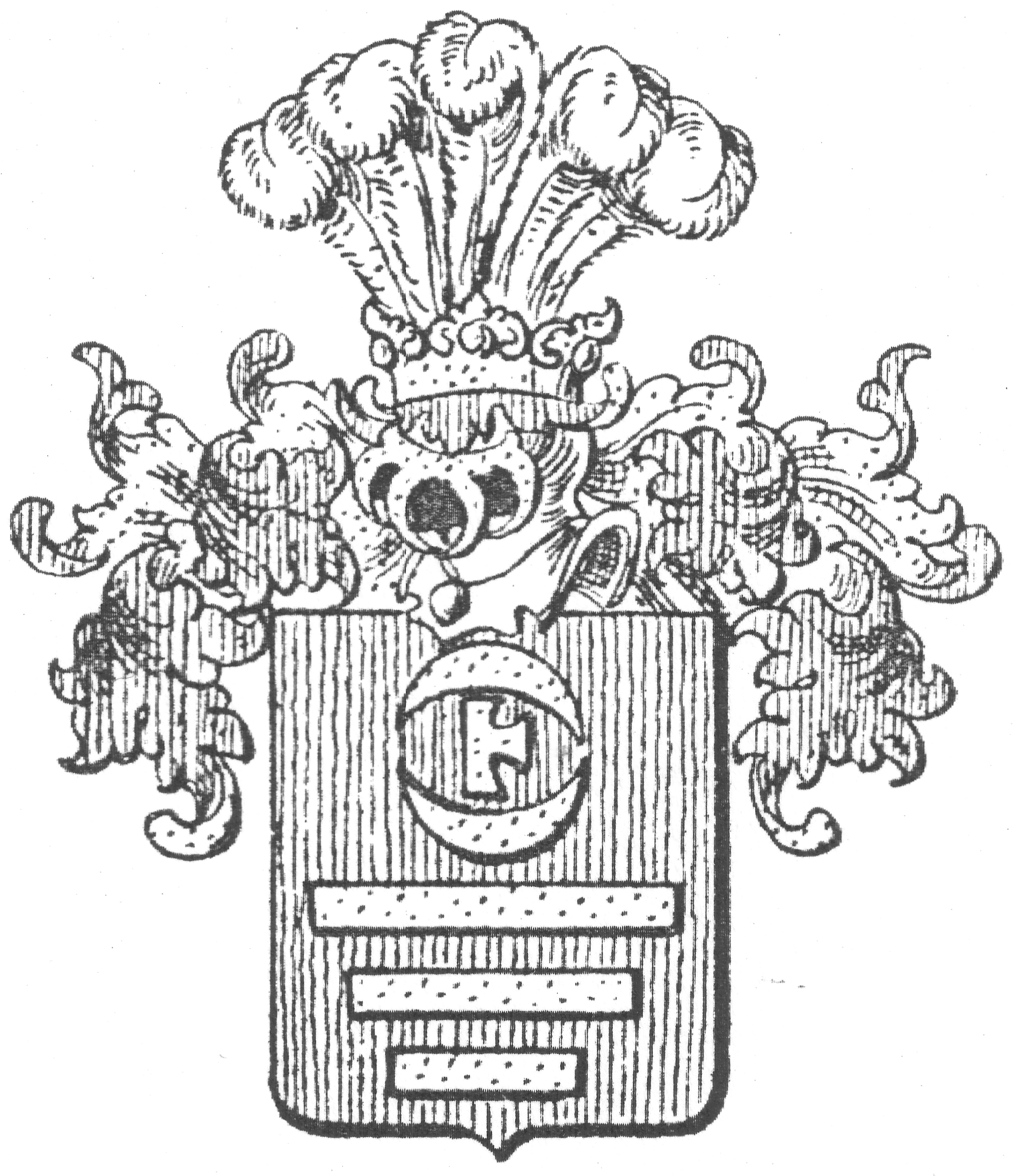
Wappen der Ritter v. Wysoczański 1784, 1876 u. 1889

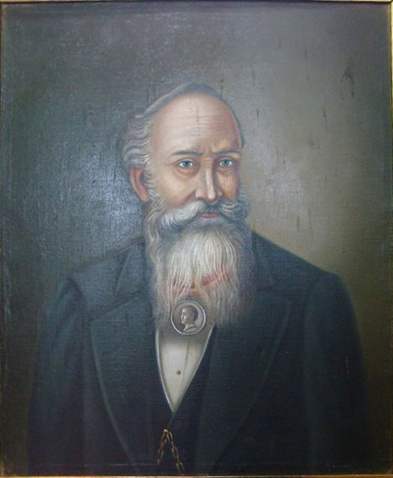
Basilius Ritter v. Weryha-Wysoczański-Pietrusiewicz

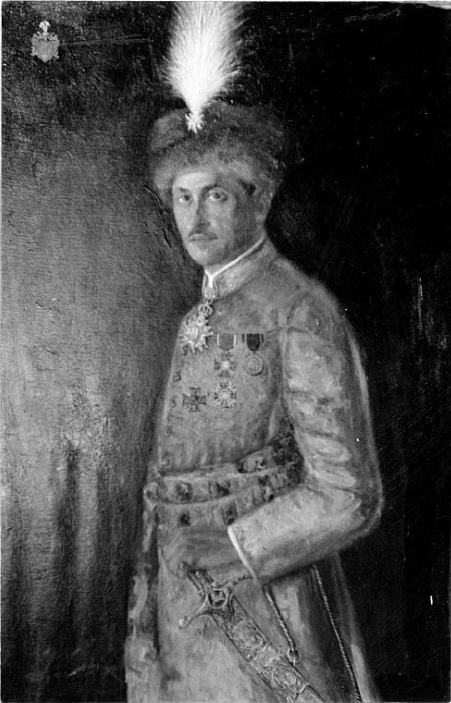
Dr. Bronislas Ritter v. Wysoczański

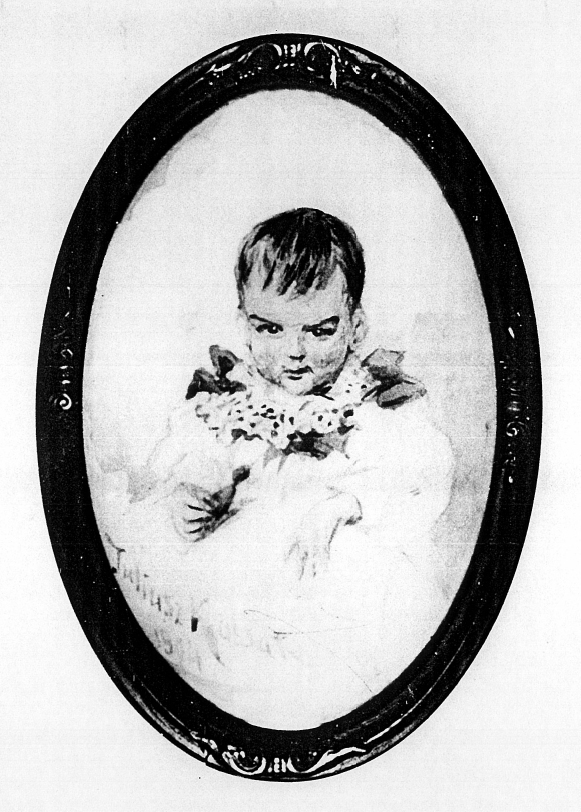
Maria v. Wysoczańska, geb. v.
Romaszkan, Aquarell von Juliusz Kossak

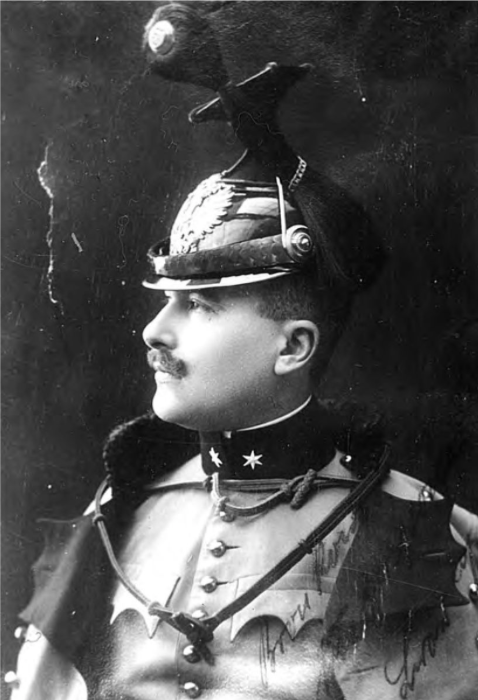
Wladimir Wysoczański

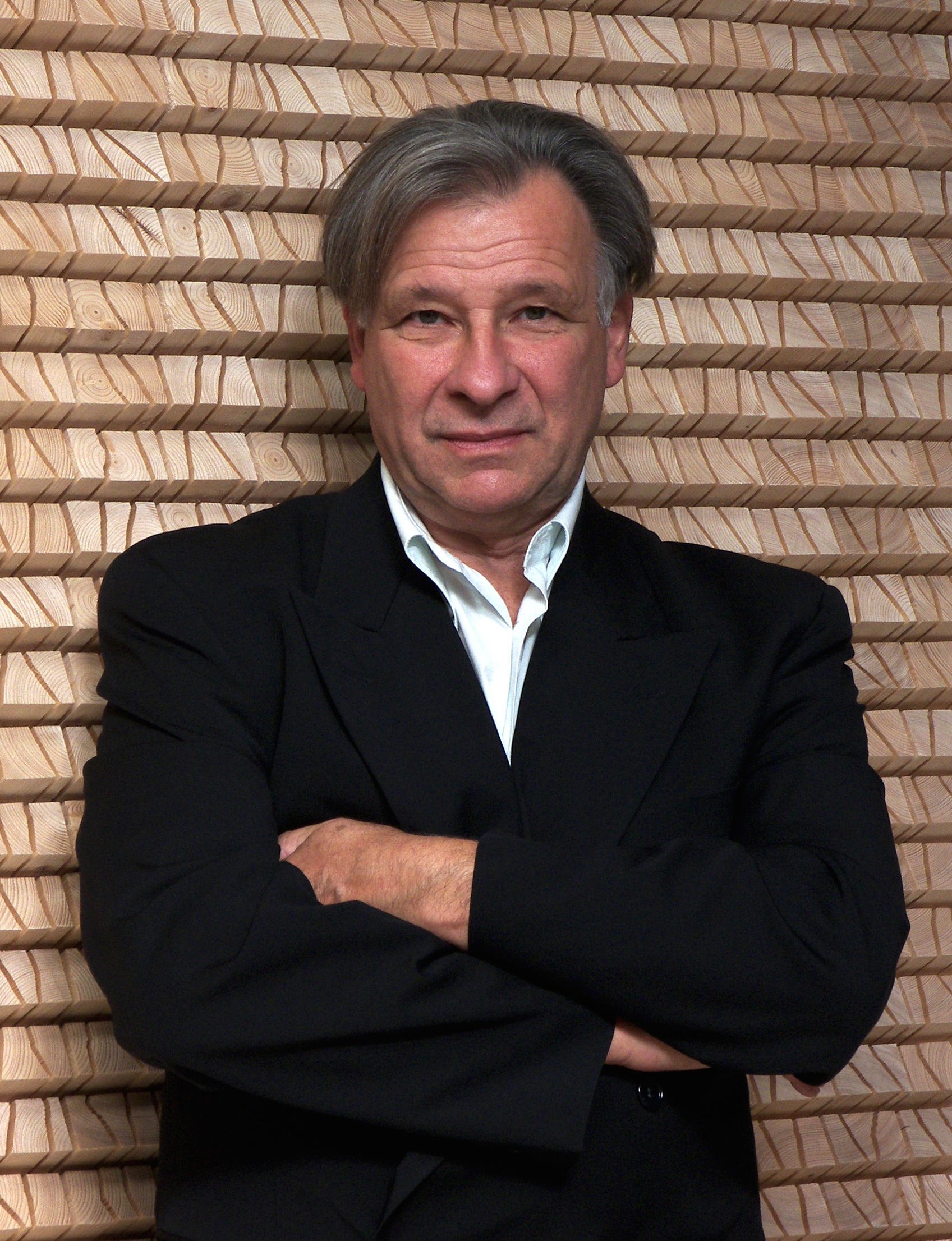
Jan de Weryha-Wysoczański

Wysoczański mit Beinamen wie „de Weryha“, „Minkowicz“ oder „Pietrusiewicz“ ist der Name eines polnischen Adelsgeschlechts, das seine Abstammung von dem mittelalterlichen Comes Vane Valachus herleitet. Es fand Eintragung in die galizische Adelsmatrikel als Ritter. Die weibliche Form lautet Wysoczańska.

## Wappen
1784, 1876 (Stammwappen „Wukry“): In Rot 3 abgeledigte goldene Balken, welche sich der Reihe nach verkürzen, überhöht von einem goldenen Ordenskreuz, dessen rechter Arm fehlt, zwischen 2 liegenden goldenen Halbmonden, von denen der obere gestürzt ist; auf dem Helm mit rot-goldenen Decken 5 (golden, silbern, golden, silbern, golden) Straußenfedern.

## Namensträger
- Łukasz Wysoczański, polnischer Parlamentskommissar 1633[4]
- Mikołaj Wysoczański, Schwertträger zu Sanok 1648[4]
- Wacław Wysoczański, polnischer Parlamentsabgeordneter[5]
- Jan Wysoczański, Truchsess zu Dobrzyń[4]
- Albin Casimir Ritter von Weryha-Wysoczański-Pietrusiewicz, Gutsbesitzer, Mitglied der galizischen Stände[1]
- Basilius Ritter von Weryha-Wysoczański-Pietrusiewicz (1816-1891), Großkaufmann, Gutsbesitzer, Realitätenbesitzer und Philanthrop in Odessa, über welchen 1892 eine Biographie und 1930 ein Roman erschienen[1]
- Bazyli Wysoczański, Ritter, Gutsbesitzer, verheiratet mit der Großgrundbesitzerin Albina Komarnicka[6]
- Wincenty Wysoczański, Ritter, Sohn eines Gutsbesitzers, Teilnehmer des Januaraufstands von 1863[7]
- Eugeniusz de Minkowitz Wysoczański (1851-1913), Ritter, Sohn eines Gutsbesitzers, Bürgermeister, Ritter des Gregoriusordens[6]
  - Casimir Joseph Mieczyslaus Wysoczański Ritter von Minkowicz (1879-1944), Dr. jur., Starost, K.K. Regierungskommissar[3]
  - Bronislas Ritter von Minkowicz Wysoczański (1881-1955), Dr. phil., Schriftsteller, Industrieller, Honorarkonsul des Jugoslawischen Königreiches, Komtur des St.-Sava-Ordens[3]
- Włodzimierz Wysoczański (1883-1936), Ritter, Sohn eines Gutsbesitzers, Dipl.-Landwirt, Oberleutnant der Kavallerie im K.K. 1. Ulanen-Regiment Ritter von Brudermann und im polnischen 8. Ulanen-Regiment Fürst Józef Poniatowski, polnischer Ministerialrat,[4] Kurator der staatlichen Bergbaubetriebe der Republik Polen
- Jan de Weryha-Wysoczański-Pietrusiewicz (1897-1959), Ritter, K.K. Leutnant, polnischer Major, Mitglied des polnischen Geheimdienstes und der Polnischen Streitkräfte in Großbritannien während des Zweiten Weltkriegs, durch die kommunistische Regierung Polens der Staatsbürgerschaft beraubt[8]
- Wiktor Wysoczański (1900-1940), Abgeordneter des polnischen Parlaments, 1940 während des Massakers von Katyn von Russen ermordet[9]
- Maria de Weryha-Wysoczańska-Pietrusiewicz (1924-2015), Mitglied der polnischen Heimatarmee, Trägerin des Goldenen Verdienstkreuzes und des Ritterkreuzes des Ordens Polonia Restituta, Tochter von OLt Włodzimierz de Weryha-Wysoczański-Pietrusiewicz[10]
- Ryszard Weryha-Wysoczański-Pietrusiewicz (* 1941), Ritter, Dr. rer. nat., Direktor der Abteilungen für Bildung und Wissenschaft, Sport und Touristik im Sportministerium der Republik Polen, Generaldirektor des polnischen Leichtathletikverbandes, Institutsleiter, Vizepräsident des polnischen Hochschulsportverbandes[11]
  - Jakub Weryha-Wysoczański-Pietrusiewicz (* 1974), Ritter, stellvertretender Vorstandsvorsitzender Gemius S.A., Präsident Gemius Polska[11]
- Barbara Weryha-Wysoczańska-Pietrusiewicz (* 1949), olympische Bronzemedaillengewinnerin und Vizeweltmeisterin im Fechten, Institutsdirektorin an der Universität Warschau, Frau von Dr. Ryszard Weryha-Wysoczański-Pietrusiewicz[11]
- Jan de Weryha-Wysoczański-Pietrusiewicz (* 1950), Ritter, Künstler[12]
  - Rafael Ritter von Weryha-Wysoczański-Pietrusiewicz (* 1975), Dr. phil., Kunsthistoriker[12]

## Bildergalerie

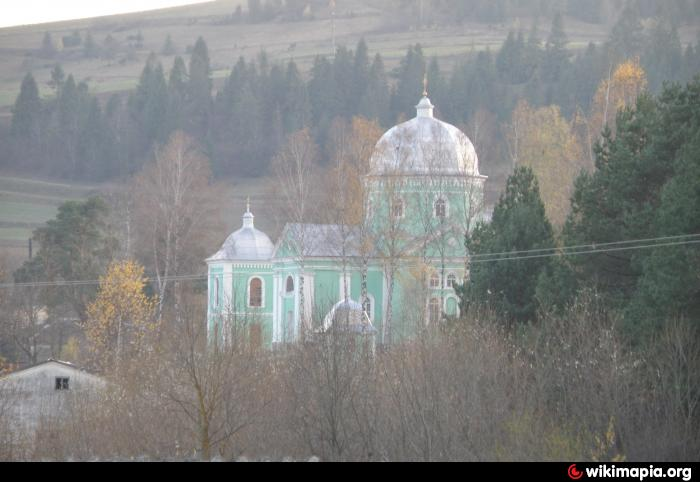
St.-Nicolaus-Kirche zu Wysocko Wyżne gestiftet von Basilius Ritter v. Weryha-Wysoczański-Pietrusiewicz
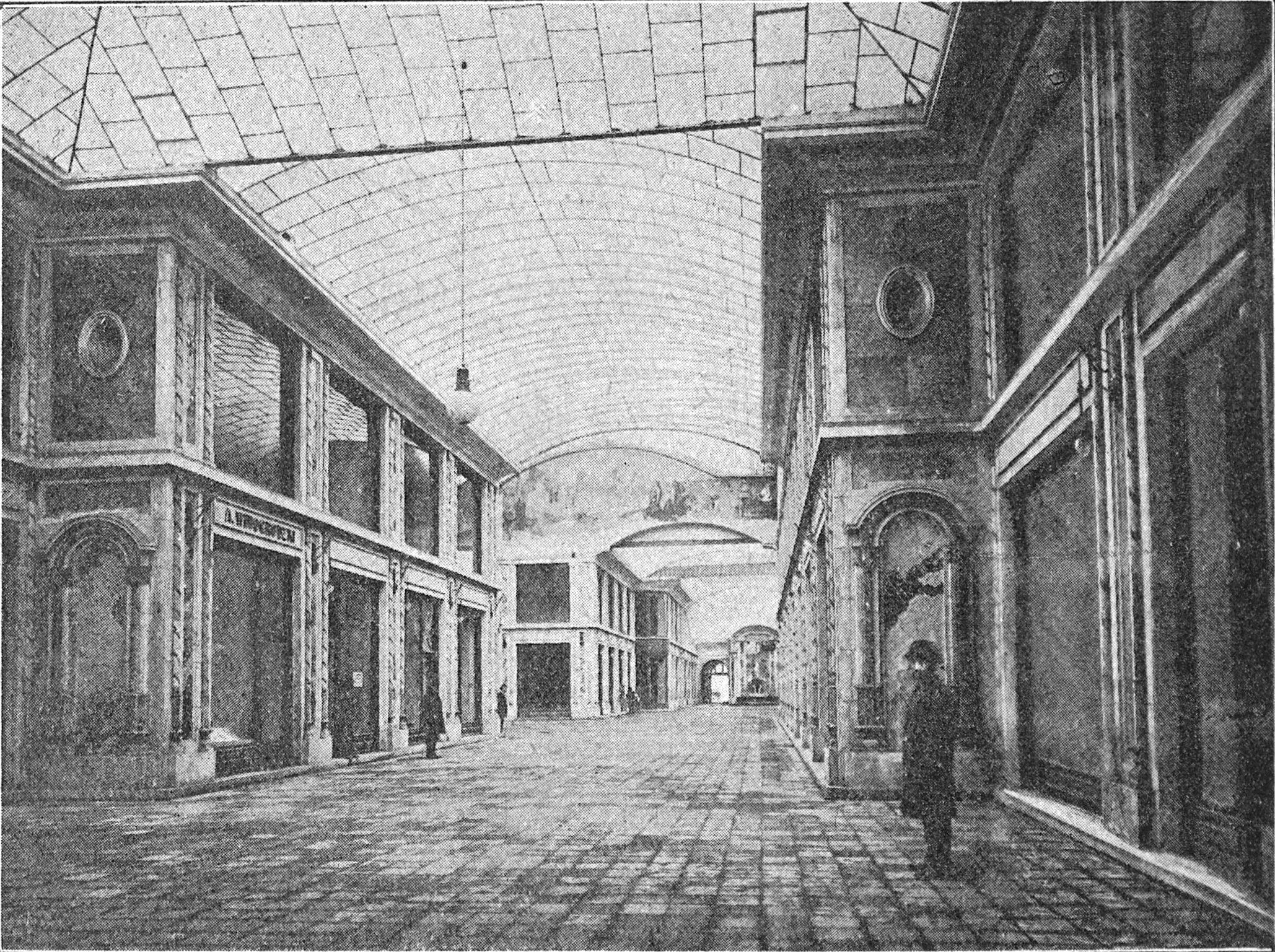
Die Mikolasch Passage in Lemberg erscheint in der künstlerischen Autobiographie Beech Boat von Janina Kościałkowska als Mitgift von Hedwig v. Wysoczańska, Tochter von Dr. Bronislas Ritter v. Wysoczański und Maria v. Romaszkan